# پارک ملی هیدن‌پرتی
پارک ملی هیدن‌پرتی (فنلاندی: Hiidenportin kansallispuisto) یک پارک ملی در سوتکامو در منطقه کاینو در فنلاند است. پارک ملی هیدن‌پرتی در سال ۱۹۸۲ برای حفظ طبیعت وحشی منطقه تأسیس شد. ترکیب موزاییکی از باتلاق‌ها و جنگل‌های خشک، منظره‌ای معمولی در این پارک ملی است. این پارک ۴۵ کیلومتر مربع (۱۷ مایل مربع) وسعت دارد.
دو سوم منطقه را جنگل‌های مخروطیان تشکیل می‌دهند. جنگل‌های این منطقه به‌طور متوسط بین ۱۰۰ تا ۱۵۰ سال قدمت دارند. آخرین قطع درختان در اوایل قرن بیستم انجام شد.
شناخته شده‌ترین جاذبه این پارک، خندق هیدن‌پرتی (به معنای واقعی کلمه "دروازه روح جنگل های‌تپه‌ای ") با صخره‌های عمودی است.

## جانوران
این منطقه به اندازه کافی برای گوشتخواران بزرگ آرام است. ساکنان معمولی شامل خرس قهوه ای، دله و سیاهگوش وشق هستند. گرگ خاکستری نیز گاه به گاه در این منطقه درآمد و شد است. سگ آبی آمریکای شمالی در رودخانه پورتی‌یوکی زندگی می‌کند و آثار حضور آنان در کنار رودخانه دیده می‌شود. حضور مداوم پرندگان گونه‌های شمالی اروپا مثل سهره دمگاه‌سفید و زردپره حنایی در پارک رایج است. همچنین جیجاق سیبری در این منطقه دیده می‌شود. تذروها و سیاه‌خروس فندقی فراوان‌ترین پرندگان پارک هستند. گونه‌های کمیاب این پارک ملی شامل غاز پازرد، درنای خاکستری، عقاب ماهی‌گیر، غواص گلو سیاه و جغد خاکستری بزرگ است. جغد خاکستری بزرگ نیز در نشان پارک به تصویر کشیده شده‌است.
در یک تحقیق اساسی که در سال ۱۹۹۲ انجام شد، در مجموع ۱۶۴ گونه پروانه بزرگ و ۱۸۶ گونه کوچک شناسایی شد. در این میان کاتوکالا ادولترا، شاپرک‌های ابریشمی بزرگ، و زشساسینسیرا در معرض خطر انقراض دیده شدند.